# Jean Pierre Rhyner
Jean Pierre Rhyner Pebe (Zúrich, Cantón de Zúrich, Suiza, 16 de marzo de 1996) es un futbolista profesional suizoperuano. Juega como defensa central y su equipo actual es el FC Vizela de la Segunda División de Portugal.

## Trayectoria

### Grasshopper
Jean Pierre Rhyner es de padre suizo y de madre peruana, que se inició jugando en las divisiones menores del Grasshopper.
El 16 de agosto de 2015, debutó profesionalmente con la camiseta del Grasshopper, que ganó 4-1 al SC Cham por la Copa Suiza. El defensor arrancó como titular y supo dar orden defensivo a su equipo. Fue elegido jugador del partido.

### Schaffhausen
Más tarde, Rhyner jugó cedido dos temporadas en el Schaffhausen de la segunda división de Suiza.
Durante las temporadas 2017-18 y 2018-19, jugó en el Grasshopper, donde disputó treinta y cuatro partidos. En las dos temporadas y marcó un gol en cada una de las campañas. 

### Cádiz CF
En verano de 2019, firmó por el Cádiz C. F. de la segunda división de España. En la temporada 2019-20, jugaría nueve partidos en los que anotaría un tanto a las órdenes de Álvaro Cervera. En la campaña del ascenso del conjunto gaditano a LaLiga Santander.

### FC Cartagena
El 5 de octubre de 2020, firmó por una temporada con el Fútbol Club Cartagena de la Segunda División, dado a préstamo por el Cádiz CF. Durante los diecinueve partidos que su club jugó cuando él estuvo, Rhyner estuvo presente solo en siete. Aunque todos estos los hizo como titular jugando todo el partido. 

### FC Emmen
El 14 de enero de 2021, se canceló su contrato de cesión con el Fútbol Club Cartagena en búsqueda de una mayor continuidad para el jugador. Se comprometió, también a préstamo, con el FC Emmen de la Eredivisie hasta el final de la temporada. Donde compartió equipo con sus compatriotas Sergio Peña, Miguel Araujo y Didier La Torre. Pese a que a su llegada, el mismo DT neerlandés Dick Lukkien indicó que el aporte del peruano sería importante, Rhyner terminó jugando únicamente dos partidos. Ambos ingresando desde el banco de suplentes y al culminar la temporada finalizó descendiendo.

### Volos NFC
En una nueva búsqueda de una mayor continuidad, seguir jugando en primera división y tras no estar en los planes del Cádiz CF (dueño de su pase) para que el jugador retorne, Rhyner y el club español finiquitaron su desvinculación por mutuo acuerdo. Ya como jugador libre, firmó por el Volos NFC de la Superliga de Grecia.
Sin embargo, el debut del peruano demoró porque sufrió una lesión que lo marginó de estar desde el inicio de la temporada. Su debut recién se produjo el 17 de octubre por la fecha 6, cuando ingresó a los setenta y nueve minutos. Justo a los cuatro minutos de haber entrado, marcó el 4-4 final entre su equipo y el PAOK Salónica.   
Luego, en la fecha 7, ingresaría para jugar a los 45 +1  cuando su equipo perdía 0-2 luego metería un gol de larga distancia poniendo el 1-2, pero su equipo perdería 1-3.   
Pese a que inició de una buena forma en el club griego, debido a ciertas lesiones, Rhyner fue perdiendo la titularidad y se volvió habitualmente una pieza de recambio. Por tal motivo, al ya no tener la continuidad que inicialmente buscaba, se rescindió su contrato por mutuo acuerdo poco antes de que se termine la temporada.

### Schaffhausen (vuelta)
Retornaría al club suizo el 8 de julio de 2022 en calidad de agente libre. Debutó una semana después, el 15 de julio en la victoria por 1-0 frente al FC Thun por la primera jornada de la Challenger League.

### FC Vizela
Tras quedar libre, Vizela oficializaría su fichaje a través de su página web en junio de 2024. Firmando un contrato hasta 2026. Debutó el 25 de agosto de ese mismo año en la derrota por 1-0 ante el Benfica B. En su primera temporada, el Vizela quedaría a un punto del ascenso directo a la Primeira Liga, quedando en puestos de play offs. Eliminación que perderían frente al AVS Futebol.

## Selección nacional
Se ha mostrado interesado por vestir la camiseta de la selección peruana desde pequeño. No obstante, en 2013 recibió su primera convocatoria para la selección sub-18 de Suiza, pero decidió esperar el llamado de la selección peruana. Finalmente, en 2014 fue preconvocado para la sub-20 de la selección inca y jugó dos amistosos contra Colombia y Uruguay. Pero no llegó a integrar la nómina final que participaría en el Sudamericano. Luego de un año, en agosto de 2015, fue convocado por la selección sub-20 de Suiza y llegó a jugar cinco partidos. Un año más tarde, jugó la misma cantidad de partidos con la selección sub-21.
El 30 de octubre de 2020, Ricardo Gareca lo convocó por primera vez a la selección de fútbol del Perú para jugar los partidos contra Chile y Argentina de la clasificación para la Copa Mundial de Fútbol. Aunque Rhyner se quedó en el banco de suplentes en ambos encuentros sin llegar a ingresar. El jugador también fue incluido, por el mismo director técnico, en la lista preliminar de convocados a la selección para la Copa América 2021. Pero no llegó a ser parte de la nómina final.

## Estadísticas
Actualizado el 21 de julio de 2025.
| Club                     | Div.                | Temporada           | Liga  | Liga  | Copas nacionales(1) | Copas nacionales(1) | Copas internacionales | Copas internacionales | Total | Total |
| Club                     | Div.                | Temporada           | Part. | Goles | Part.               | Goles               | Part.                 | Goles                 | Part. | Goles |
| ------------------------ | ------------------- | ------------------- | ----- | ----- | ------------------- | ------------------- | --------------------- | --------------------- | ----- | ----- |
| Grasshopper · Suiza      | 1.ª                 | 2015-16             | 0     | 0     | 0                   | 0                   | 0                     | 0                     | 0     | 0     |
| Grasshopper · Suiza      | 1.ª                 | 2016-17             | 1     | 0     | 1                   | 0                   | 1                     | 0                     | 3     | 0     |
| Grasshopper · Suiza      | 1.ª                 | 2017-18             | 14    | 1     | 1                   | 0                   | -                     | -                     | 15    | 1     |
| Grasshopper · Suiza      | 1.ª                 | 2018-19             | 6     | 0     | 0                   | 0                   | -                     | -                     | 6     | 0     |
| Grasshopper · Suiza      | Total club          | Total club          | 21    | 1     | 2                   | 0                   | 1                     | 0                     | 24    | 1     |
| FC Schaffhausen · Suiza  | 1.ª                 | 2016-17             | 9     | 0     | 0                   | 0                   | —                     | —                     | 9     | 0     |
| FC Schaffhausen · Suiza  | 1.ª                 | 2017-18             | 17    | 2     | 1                   | 0                   | —                     | —                     | 18    | 2     |
| FC Schaffhausen · Suiza  | Total club          | Total club          | 26    | 2     | 1                   | 0                   | 0                     | 0                     | 27    | 2     |
| Cádiz C. F. · España     | 2.ª                 | 2019-20             | 8     | 0     | 1                   | 0                   | —                     | —                     | 9     | 0     |
| Cádiz C. F. · España     | Total club          | Total club          | 8     | 1     | 1                   | 0                   | 0                     | 0                     | 9     | 0     |
| F. C. Cartagena · España | 2.ª                 | 2020-21             | 6     | 0     | 1                   | 0                   | —                     | —                     | 7     | 0     |
| F. C. Cartagena · España | Total club          | Total club          | 6     | 0     | 1                   | 0                   | 0                     | 0                     | 7     | 0     |
| FC Emmen · Países Bajos  | 1.ª                 | 2020-21             | 2     | 0     | 0                   | 0                   | —                     | —                     | 2     | 0     |
| FC Emmen · Países Bajos  | Total club          | Total club          | 2     | 0     | 0                   | 0                   | 0                     | 0                     | 2     | 0     |
| Volos NFC · Grecia       | 1.ª                 | 2021-22             | 15    | 2     | 2                   | 0                   | —                     | —                     | 17    | 2     |
| Volos NFC · Grecia       | Total club          | Total club          | 15    | 2     | 2                   | 0                   | 0                     | 0                     | 17    | 2     |
| FC Schaffhausen · Suiza  | 2.ª                 | 2022-23             | 24    | 0     | 1                   | 0                   | —                     | —                     | 25    | 0     |
| FC Schaffhausen · Suiza  | 2.ª                 | 2023-24             | 17    | 0     | 2                   | 0                   | —                     | —                     | 19    | 0     |
| FC Schaffhausen · Suiza  | Total club          | Total club          | 41    | 0     | 3                   | 0                   | 0                     | 0                     | 44    | 0     |
| FC Vizela Portugal       | 2.ª                 | 2024-25             | 25    | 1     | 1                   | 0                   | —                     | —                     | 26    | 0     |
| FC Vizela Portugal       | Total club          | Total club          | 25    | 1     | 1                   | 0                   | 0                     | 0                     | 26    | 1     |
| Total en su carrera      | Total en su carrera | Total en su carrera | 144   | 7     | 11                  | 0                   | 1                     | 0                     | 156   | 6     |